# Blumea crispata
Espèce
Synonymes
- Blumea alata var. montana C.D.Adams[2]
- Blumea crispata (Vahl) Merxm.[2]
- Blumea purpurascens A.Rich.[2]
- Blumea vernonioides DC.[2]
- Conyza crispata Vahl[2]
- Laggera purpurascens Sch.Bip.[2]
- Serratula polygyna A.Rich.[2]

Blumea crispata (Vahl) Merxm. est une espèce de plantes à fleurs de la famille des Asteraceae et du genre Blumea, présente en Afrique tropicale.

## Liste des variétés
Selon Catalogue of Life (24 janvier 2018) :
- variété Blumea crispata var. appendiculata
- variété Blumea crispata var. montana

Selon Tropicos (24 janvier 2018) (Attention liste brute contenant possiblement des synonymes) :
- variété Blumea crispata var. appendiculata (Robyns) Merxm.
- variété Blumea crispata var. crispata Merxm.

## Distribution
La sous-espèce Blumea crispata var. montana a été observée sur trois sites au Cameroun (Réserve forestière de Bafut Ngemba, mont Cameroun, mont Etinde), également en Guinée équatoriale sur l'île de Bioko.